# Francisco de Paula Candau
Francisco de Paula Candau Acosta (El Coronil, 3 de marzo de 1823-Sevilla, 24 de diciembre de 1883) fue un político español del siglo XIX.

## Biografía
Estudió Derecho en la Universidad de Sevilla. Fue elegido alcalde de El Coronil (Sevilla) en 1854, iniciando una carrera política que le llevaría a ser elegido diputado por Alcalá de Guadaíra en 1857. En 1861 fue diputado a Cortes por el distrito de Marchena-Osuna al que representó por el Partido Progresista hasta 1868. Participó en la Revolución de Septiembre del 68 formando parte de la Junta Revolucionaria de Sevilla y participando en la redacción del programa que después adoptarían las otras juntas. Durante el reinado de Amadeo de Saboya fue presidente del Consejo Superior de Agricultura, culminando su ascenso político al ser nombrado en octubre de 1871 ministro de Gobernación en un gabinete presidido por José Malcampo y Monge. Volvió a ocupar la cartera durante dos semanas, de finales de mayo al 13 de junio de 1872 con el general Serrano al frente del Gobierno. El miedo a que se desencadenasen sucesos como los ocurridos en la Comuna de París le llevó a desatar la represión contra las organizaciones obreras, iniciándose un debate en las Cortes que duró 21 días sobre la posibilidad de ilegalizar la Internacional, algo que llegará a ordenarse pasando ésta a la clandestinidad, pues se consideró como atentatoria para la seguridad del Estado. Él mismo fue el que presentó a las Cortes este proyecto de ley. Tras la Restauración Borbónica y habiéndose pasado al partido Conservador fue uno de los notables designados para redactar la Constitución de 1876 con Cánovas del Castillo.